# Aeropuerto de Kamloops

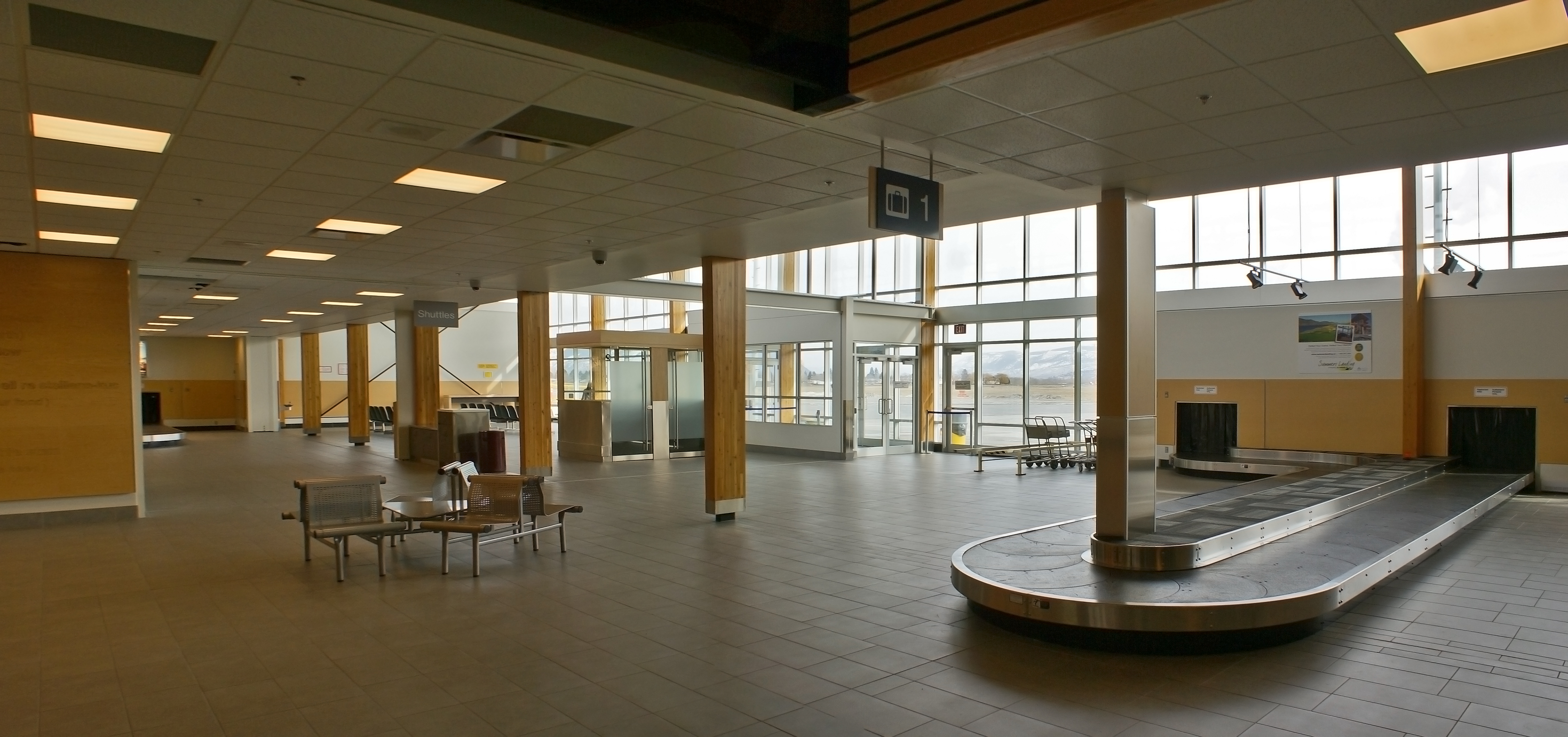
Área de llegada de la terminal

El Aeropuerto de Kamloops (del inglés: Kamloops Airport) (IATA: YKA, OACI: CYKA) es un aeropuerto semi-internacional ubicado en el área de Brocklehurst área de Kamloops, Columbia Británica, Canadá y está ubicado a 5 MN (9.3 km; 5.8 mi) al noroeste del pueblo. Es de propiedad y es operado por Kamloops Airport Ltd. y YVRAS (Servicios Aeroportuarios de Vancouver). En el 2007, YKA sirvió a 200.611 pasajeros y 40.491 operaciones aéreas. 
Es clasificado por NAV CANADA como un aeropuerto de entrada y estos servicios son prestados por la Canada Border Services Agency. Los oficiales de la CBSA en este aeropuerto pueden recibir aviones de hasta 15 pasajeros.

## Aerolíneas y destinos
- Air Canada
  -  Air Canada Jazz
  - Calgary / Aeropuerto Internacional de Calgary
  - Vancouver / Aeropuerto Internacional de Vancouver
- Alaska Airlines
  -  Horizon Air
    - Seattle/Tacoma / Aeropuerto Internacional de Seattle-Tacoma (estacional)
- Central Mountain Air
- Prince George / Aeropuerto de Prince George
- Pacific Coastal Airlines
  - Vancouver / Aeropuerto Internacional de Vancouver
- WestJet
  - Calgary / Aeropuerto Internacional de Calgary